# Resolutie 349 Veiligheidsraad Verenigde Naties
Resolutie 349 van de Veiligheidsraad van de Verenigde Naties werd bijna unaniem aangenomen. Dat gebeurde op de 1771ste
vergadering van de Raad op 29 mei 1974. China onthield zich van stemming.

## Achtergrond
In 1964 hadden de VN de UNFICYP-vredesmacht op Cyprus gestationeerd na het geweld tussen de twee bevolkingsgroepen op het eiland. Deze was tien jaar later nog steeds aanwezig toen er opnieuw geweld uitbrak nadat Griekenland een staatsgreep probeerde te plegen en Turkije het noorden van het eiland bezette.

## Inhoud
De Veiligheidsraad:
- Merkt op dat de Secretaris-Generaal, in zijn rapport, een vredesmacht nog steeds noodzakelijk vindt;
- Merkt op dat de regering van Cyprus de VN-vredesmacht noodzakelijk vindt;
- Merkt, in recente rapporten, de situatie op het eiland op;

1. Bevestigt de resoluties 186, 187, 192, 194, 198, 201, 206, 207, 219, 220, 222, 231, 244, 247, 254, 261, 276, 274, 281, 291, 293, 305, 315, 324, 334 en 343 en bevestigt de consensus uitgedrukt door de president van de 1143ste en 1383ste vergadering;
2. Roept betrokken partijen op terughoudend te handelen, naar de resoluties van de VN-Veiligheidsraad.
3. Verlengt de aanwezigheid van VN-vredestroepen in Cyprus, resolutie 186 (1964), met zes maanden, eindigend op 15 december 1974.

## Verwante resoluties
- Resolutie 353 Veiligheidsraad Verenigde Naties
- Resolutie 354 Veiligheidsraad Verenigde Naties

Lijst ·  345 ·  346 ·  347 ·  348 ·  349 ·  350 ·  351 ·  352 ·  353 ·  354 ·  355 ·  356 ·  357 ·  358 ·  359 ·  360 ·  361 ·  362 ·  363 ·  364 ·  365 ·  366